# Hedwig von Germar
Agnes Elisabeth Hedwig von Germar (* 9. März 1854 in Magdeburg; † 25. Mai 1931 in Weimar) war eine deutsche Landschaftsmalerin und Radiererin.

## Leben
Hedwig von Germar entstammte dem alten thüringischen, reichsritterlichen Adelsgeschlecht von Germar. Ihre Eltern waren der königlich preußische Hauptmann im 2. Infanterie-Regiment und Platzmajor der Zitadelle Magdeburg Julius von Germar (1817–1859) und Ottilie, geb. Schumann (1825–1909). Ihr Großvater war Friedrich von Germar (1787–1842), großherzoglich sächsisch-weimarischer Oberst, Kammerherr  und persönlicher Adjutant des Großherzogs Karl August von Sachsen-Weimar.
Hedwig von Germar studierte an der Kunstschule in Weimar und war dort Schülerin des Landschaftsmalers Franz Bunke. Sie arbeitete danach freischaffend in Weimar. Sie gehörte zu den Malern und Studenten, die in den Sommerferien Bunke in dessen mecklenburgische Heimat begleiteten und hier als Malgäste der Schwaaner Künstlerkolonie Studien in der Umgebung der Stadt betrieben. Sie war mit ihren Radierungen mehrfach in den Jahresmappen des Radiervereins zu Weimar vertreten. Sie war Mitglied der Allgemeinen Deutschen Kunstgenossenschaft.

## Werke (Auswahl)

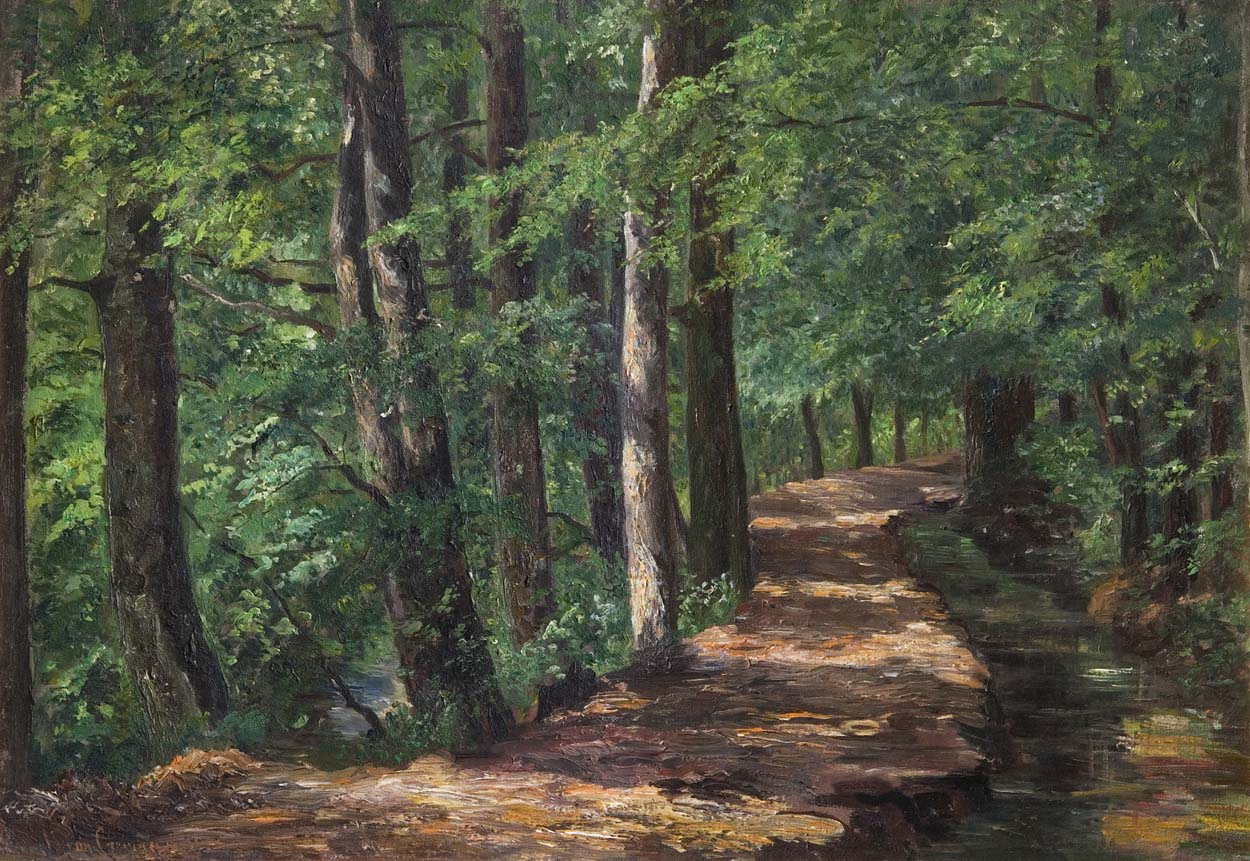
Sommer-Waldweg

Radierungen in den Jahresmappen des Radiervereins zu Weimar:
- 1903: Blatt 5 Sommerabend. 100 × 139 mm
- 1904: Blatt 9 Alte Mühle. 119 × 189 mm
- 1904: Blatt 10 Landschaft. 119 × 189 mm
- 1906: Blatt 8 Sommerabend. 157 × 231 mm, Strichätzung und Kaltnadelradierung
- 1907: Blatt 8 Wassermühle. 180 × 153 mm
- 1907: Blatt 9a Abend (Mühle). 121 × 100 mm
- 1907: Blatt 9b Abend (Landschaft). 70 × 107 mm
- 1908: Blatt 7 Föhren. 150 × 107 mm